# Barbula singkarakensis
Barbula singkarakensis är en bladmossart som beskrevs av Julius Baumgartner och J. Fröhlich 1955. Barbula singkarakensis ingår i släktet neonmossor, och familjen Pottiaceae. Inga underarter finns listade i Catalogue of Life.